# Bruno Vale (calciatore 1911)
Bruno Vale (Fiume, 10 luglio 1911 – ...) è stato un calciatore e allenatore di calcio italiano, di ruolo mediano.

## Carriera

### Calciatore
Ha giocato in massima serie con le maglie di Alessandria, Ambrosiana-Inter e Novara. Ha esordito in Serie A il 16 dicembre 1934 nella partita Alessandria-Palermo (4-2). Aveva giocato in Serie B due stagioni a Venezia dal 1936 al 1938. Dopo aver giocato nella massima serie con Inter e Novara, nella stagione 1941-42 scese in Serie B a Brescia, con le rondinelle disputò 32 partite di campionato e due di Coppa Italia.

### Allenatore
Allenò in Serie B e C a fine Quaranta; dal 1958 allenò i greci dell'Olympiakos, vincendo un campionato e due coppe nazionali. Lasciò i biancorossi nel 1960 per diventare allenatore in Macedonia.

## Palmarès

### Calciatore

#### Competizioni nazionali
- Coppa Italia: 1

Ambrosiana: 1938-1939
- Serie C: 1

Pro Gorizia: 1942-1943

### Allenatore

#### Competizioni nazionali
- Campionato greco: 1

Olympiakos: 1958-1959
- Coppa di Grecia: 2

Olympiakos: 1958-1959, 1959-1960